# Renate Schroeter
Renate Schroeter (Berlino, 27 settembre 1939 – Friburgo in Brisgovia, 3 aprile 2017) è stata un'attrice tedesca.
Era nota al pubblico per le sue interpretazioni in serie televisive quali Il medico di campagna, Ein Haus in der Toscana, Der letzte Zeuge oltre che in film TV del ciclo "Rosamunde Pilcher".

## Biografia
Renate Schroeter nasce a Berlino il 27 settembre 1939.
All'età di 20 anni ottiene il suo primo ingaggio a teatro, presso il Renaissance-Theater di Berlino.  In seguito, recita nei teatri di Stoccarda (dal 1959 al 1961), Hannover (dal 1961 al 1963), Francoforte sul Meno (dal 1963 al 1969) e Colonia (dal 1968 al 1969).
Nel 1970 è nel cast del primo episodio della serie televisiva Tatort, intitolato Taxi nach Leipzig, dove interpreta il ruolo di Eva Billsing.
Sempre a partire poi dal 1970, è attiva nei teatri svizzeri, a Zurigo e Basilea, dove lavorerà fino al 1993. L'attrice sceglie la Svizzera anche come proprio luogo di residenza; lì fa la conoscenza con il celebre pianista jazz George Gruntz, un uomo già sposato con il quale ha una relazione sentimentale: da questa  relazione nasce nel 1978 una figlia di nome Philine.
Nel 1974 è tra gli interpreti principali, nel ruolo di Eva Lindberg, della serie televisiva I naufraghi del Mary Jane, una co-produzione britannica, australiana e tedesca.
Nel 1978 è protagonista, al fianco di Curd Jürgens, dell'episodio di Tatort ricordato per il record di ascolti Rot – rot – tot, seguito in Germania da 26,6 milioni di telespettatori: nell'episodio, Renate Schroeter interpreta il ruolo della vittima, Julia Pfandler.
In seguito, nel 1979, è tra i protagonisti della serie televisiva Achtung Kunstdiebe, dove interpreta il ruolo di Helga Sladkovicz.
Tra il 1991 e il 1994 è protagonista, al fianco di Steffan Wigger, Muriel Baumeister e Oliver Clemens, della serie televisiva di ARD 1 Ein Haus in der Toscana, dove interpreta il ruolo di Rosl Donner, la moglie di Julius. In seguito, a partire dal 1998 è nel cast principale della serie televisiva Der letzte Zeuge, dove interpreta fino al 2007 il ruolo di Ulla Grünbein.
Malata di cancro, Renate Schroeter muore a Friburgo il 3 aprile 2017 all'età di 77 anni.

## Filmografia parziale
- Tatort - serie TV, 6 episodi (1970-2002)
- Eine geschiedene Frau - miniserie TV, 6 episodi (1974)
- I naufraghi del Mary Jane (Castaway) - serie TV, 13 episodi (1974)
- Achtung Kunstdiebe - serie TV, 13 episodi (1979)
- Ein Haus in der Toscana - serie TV, 23 episodi (1991-1994)
- Der letzte Zeuge - serie TV, 59 episodi (1998-2007)
- Rosamunde Pilcher - Möwen im Wind, regia di Rolf von Sydow - film TV (1999)
- Amici per la pelle (Freunde fürs Leben) - serie TV, 21 episodi (1999-2001)
- Il medico di campagna (Der Landarzt) - serire TV, 13 episodi (1999-2009)
- Adelheid und ihre Mörder - serie TV, episodio 04x04 (2003)
- Rosamunde Pilcher - Così vicino al cielo (Rosamunde Pilcher - Dem Himmel so nah), regia di Dieter Kehler - film TV (2004)
- Rosamunde Pilcher - Die Liebe ihres Lebens, regia di Michael Steinke - film TV (2006)
- Onde d'estate (Sommerwellen), regia di Dieter Kehler - film TV (2008)
- Rosamunde Pilcher - Im Zweifel für die Liebe, regia di Dieter Kehler - film TV (2010)
- Natale a Dubai (Weihnachten im Morgenland), regia di Martin Gies - film TV (2010)

## Premi e riconoscimenti
- 1972: Hersfeld-Preis[1]